# Стара Ломжа-пши-Шосе
Стара Ломжа-пши-Шосе (пол. Stara Łomża przy Szosie) — село в Польщі, у гміні Ломжа Ломжинського повіту Підляського воєводства.
Населення — 410 осіб (2011).
У 1975-1998 роках село належало до Ломжинського воєводства.

## Демографія
Демографічна структура станом на 31 березня 2011 року:
|          | Загалом | Допрацездатний вік | Працездатний вік | Постпрацездатний вік |
| -------- | ------- | ------------------ | ---------------- | -------------------- |
| Чоловіки | 218     | 36                 | 169              | 13                   |
| Жінки    | 192     | 30                 | 134              | 28                   |
| Разом    | 410     | 66                 | 303              | 41                   |